# Madison Rose
Madison Rose Dewberry, besser bekannt als Madison Rose, ist eine US-amerikanische Popsängerin. Mit Songs wie ICONIC! oder Thunder erregte sie internationale Aufmerksamkeit.

## Musikalische Entwicklung

### 2018: DebütsongDiamonds
Am 23. März 2018 veröffentlichte Madison ihren ersten Song DIAMONDS. Der Song und das zugehörige Musikvideo konnten mehrere 10.000 Aufrufe und die Aufmerksamkeit des Billboard-Magazins erreichen.

### 2019–2022: DebütalbumTECHNICOLOR
Am 26. April 2019 erschien ihr zweiter Song, eine Kollaboration mit dem ebenfalls US-amerikanischen DJ und Produzenten KANDY namens Keeping Secrets. Das Lied hat bis heute mehrere Millionen Streams auf Spotify erreicht und ist damit einer ihrer bekanntesten Songs.
Am 27. Mai 2022 erschien ihr langerwartetes erstes Studioalbum Technicolor. Eine Deluxe-Version mit dem Titel TECHNICOLOR: The Full Spectrum und vier zusätzlichen Songs erschien am 11. November 2022.

### 2023–2025: Zweites AlbumMONOCHROME
Am 29. September 2023 veröffentlichte Rose ihre Single GIRLS GIRLS GIRLS. Das Musikvideo zum Song erschien eine Woche später. In diesem lässt sich ganz zum Schluss ein kurzes Snippet eines neuen Songs hören. Jeweils zu Halloween und zu Weihnachten erschien eine Neuaufnahme des Songs, bei der Inhalt und Produktion an das jeweilige Fest angepasst wurden. Diese erhielten die Titel GHOULS GHOULS GHOULS (Halloween) und GIFTS GIFTS GIFTS (Weihnachten).
Am 15. März 2024 erschien ein Remix des Songs BoysBoysBoys des Sängers Binoy, auf dem Madison als Gastmusikerin zu hören ist.
Am 22. Mai 2024 veröffentlichte sie die Single PARADISE. Der Song konnte bis heute mehr als eine halbe Million Streams erreichen und erhielt eine Platzierung in der US-amerikanischen Version der Dating-Reality-Show Love Island.
Zwei Monate später, am 10. Juli 2024, erschien FALLING OUTTA HEAVEN. Das zwei Tage später veröffentlichte Musikvideo zeigt die Musikerin in einer rosafarbenen Perücke in einem Freizeitpark.
Anfang August kündigte Rose ihre Single HAUS! an, die am 15. August 2024 veröffentlicht wurde.
Im restlichen Verlauf des Jahres erschienen mehrere Kollaborationen mit anderen Musikern, unter anderem ULTRA HIGH DEF LOVER mit dem Sänger Bentley Robles, sowie ihre Single PANAVISION.
Am 14. Februar 2025 erschien ihr Song SHE'S THE ONE. Zur Promotion der Single gab sie mehrere Konzerte, größtenteils in Clubs und Diskotheken.
Am 11. April 2025 folgte dann das Lied RED LIPSTICK, das bereits im Musikvideo zu SHE'S THE ONE angekündigt wurde.
Knapp ein Monat später veröffentlichte Rose am 9. Mai 2025 nach zahlreichen Bitten und Nachfragen ihrer Fans ihre Single SINNERS. Ein Musikvideo zum Song wurde am 13. Juni 2025 publiziert.
Die letzte Singleauskopplung von Madison erschien am 20. Juni 2025 und trägt den Titel DAYDREAMING.

## Privates
In einem Interview mit Billboard gab Rose Beyoncé und Dolly Parton als größte Musikinspirationen an.